# Erőss Vilmos Ferenc
Erőss Vilmos Ferenc (Csíkszereda, 1950. június 30. –) romániai magyar tervezőtechnikus, numizmatikus, helytörténész, író, képeslap- és bélyeggyűjtő.

## Élete
Az Erőss család bethlenfalvi és lengyelfalvi nemes és csíkszentmiklósi gróf ágának sarjaként született a család negyedik, egyben legkisebb gyerekeként. Apja, Erőss László (1911–1993) kántortanító-tanár volt, az ő segítségével kezdte el kutatni Csíkszereda helytörténetét. Anyja Péter Mária, a csíkzsögödi Péter Ferenc nagybirtokos legkisebb lánya, Nagy Lajos zsögödi képviselő (a csíkszeredai Nagy Laji-domjának névadója) unokahúga és keresztlánya. Anyja révén Székedi Ferenc újságíró unokatestvére. 
Középiskolai tanulmányait 1961–1969 között a csíkszeredai Márton Áron Főgimnáziumban végezte, szintén ott érettségizett. 1971-ben végezte el az építészeti technikumot, és még abban az évben a Hargita Megyei Tervezőhivatalnál kapott munkahelyet, ahol 2003 közepéig dolgozott. 1968-ban Bukarestben részt vett az országos ifjúsági jégkorong bajnokságban, ahol a csíkszeredai Lendület csapatával bronzérmet szerzett.   
Néhány hónapos korában baleset következményeként agysérülés érte, melyet az orvosok csak 1987-ben Budapesten diagnosztizálták, és ugyanakkor állapították meg, hogy ez 80%-os halláskárosodással járt.

## Művei
Az apjával való többrétű együttes kutatómunka után 2001-ben kiadták első, önálló kötetét Csíkszeredai képeslapok jegyzéke címen Csíkszereda Polgármesteri Hivatalának támogatásával, mely egy hosszú szerkesztéssel létrejött sorozat első tagja volt. Abban az évben mutatták be a IV. Csíkszeredai Városnapokon, augusztus 3-án.

## Megjelent kötetei
- Csíkszeredai képeslapok jegyzéke. Tipographic Nyomda, Csíkszereda, 2001
- Mesélő régi csíki képeslapok. Tipographic Nyomda, Csíkszereda, 2016
- Csíkszereda emléktárgyai. Tipographic Nyomda, Csíkszereda, 2018
- Mesélő dokumentumok, személyiségek, kövek. Tipographic Nyomda, Csíkszereda, 2019
- Csíkszereda és környéke régi képeslapokon. Tipographic Nyomda, Csíkszereda, 2020
- Mesélő új-zélandi képeslapok. Tipographic Nyomda, Csíkszereda, 2021
- Mesélő postatörténet, bélyegek, futott levelek, emlékborítékok. Pro-Print Nyomda, Csíkszereda, 2023
- Mesélő képeslapok, fényképek. Pro-Print Nyomda, Csíkszereda, 2023
- Mesélő pénzérmék, bankjegyek. Pro-Print Nyomda, Csíkszereda, 2024

Az utóbbi nyolc kötet a szerző magánkiadásában jelent meg.
Ezeken kívül több helytörténeti kutatással, bélyeggyűjtéssel, numizmatikával kapcsolatos írása jelent meg a Hargita Népében, Csíki Hírlapban, valamint több internetes portálon. A Hargita Népe 1994. február 5. és 2006. július 8. közötti, illetve a Csíki Hírlap 2006. november 15. és 2015. november 1. közötti lapszámaiban több mint 600 cikke jelent meg.
1997-ben részt vett a vasúttörténeti pályázaton, a "100 éves a csíkszeredai vasút" című dolgozatért díjazták.
2007-ben jelent meg Vofkori György: Csíkszereda és Csíksomlyó képes története című könyv. Sokat segített a könyv szerzőjének, ezért 2007 augusztusában megtartott könyvbemutatón a Csíkszereda polgármesteri hivatala egy-egy elismerő oklevelet adott a könyv szerzőjének és segítőjének. Az oklevél tartalma: "Elismerő oklevél Erőss Vilmos részére, Csíkszereda múltját megörökítő emlékek kitartó kutatása és gyűjtése során tett szolgálatáért, valamint a Csíkszereda és Csíksomlyó képes története című kötet megvalósításában való kiváló közreműködése elismerésképpen."
Szép levélgyűjteménnyel rendelkezik a világ 131 országából és területéből.

## Kiállításai

### Bélyegkiállítás
Az 1980-as években tizenkét bélyegkiállításon vett részt, köztük az 1982 októberében Temesváron megrendezett országos kiállításon, ahol a Románia növényvilága című anyagáért a bírálóbizottság ezüstrangú oklevéllel jutalmazott.
Kiállításai:
- 1981. február 15-22. Csíkszereda
- 1981. április 26-május 10. Csíkszereda
- 1981. szeptember 20-26. Csíkszereda
- 1982. március 7-14. Csíkszereda
- 1982. április 18-26. Székelyudvarhely
- 1982. június 6-13. Csíkszereda
- 1982. október 16-20. Temesvár.
- 1982. december 20-30. Csíkszereda
- 1983. november 13-20. Sepsiszentgyörgy
- 1983. december  25-30. Csíkszereda
- 1984. augusztusa 19-26. Csíkszereda
- 1989. december 2-18. Temesvár

A Román Bélyeggyűjtők Szövetsége az 1983. december 15-i 480-as számú INSIGNA DE ONOARE clasa ARGINT feliratú oklevelet az ezüstjelvénnyel együtt jutalmazta.

### Képeslapkiállítás
Kétszer vett részt a Szombathelyen megrendezett országos képeslapkiállításon, ő volt az egyedüli határon kívüli benevező. 
- 2000. augusztus 26. Szombathely, a kiállítási anyag címe: Csíkszereda régi képeslapokon
- 2002. augusztus 24. Szombathely, a kiállítási anyag címe: Csíkszereda

## Numizmatika
Az Egyesült Nemzetek Szervezetének 193 tagállamából származó éremgyűjteménnyel rendelkezik. Mindegyik országból egy vagy több érmet sikerült beszerezni. A Vatikán nem tagja az ENSZ-nek, abból is van hat érméje.

## Természetjárás
1980. december 27-én Kirulyfürdőn megtartott évzáró ünnepségen, mint a "Jöjjön velünk" természetjáró mozgalom lelkes tagjának I. díjas oklevéllel jutalmazták. 